# ブルー・エンサイン

現在のイギリスのブルー・エンサイン

ブルー・エンサイン又はブルー・エンサン、エンスン（英: Blue Ensign 発音: [ˈens(ə)n]）は、旗の一種で、イギリスに関係する組織や地域で使用される。

## 概要
イギリスの国旗であるユニオンフラッグをカントン部（左上）に配置し、残りの部分を青地にしたもの。青地部分は無地のまま、あるいは紋章やその他のエンブレムが配置される場合がある。
1600年代に聖ゲオルギウス十字（イングランドの国旗）を使用したブルー・エンサインが登場して以来、イギリス国旗が変化するとともにブルー・エンサインも変化してきた。
1707年合同法によってスコットランドとイングランドおよびウェールズが合併し、グレートブリテン王国を形成した際、ユニオンジャックが変更され、ブルー・エンサインも変更された。1800年合同法にてアイルランドが加わった際には聖パトリキウス十字（白地に赤の斜め十字）が追加され、それにより正式に1801年1月1日より現在のブルー・エンサインが導入された。

?17世紀のイングランドの旗を配したブルー・エンサイン(1620年〜1707年)
?グレートブリテン王国のブルー・エンサイン(1707年–1801年)

## 無地のブルー・エンサイン
1864年のイギリス海軍の再編前は、無地のブルー・エンサインは海軍の三個艦隊のうちの一つ「青色艦隊（the Blue Squadron）」に使われていた。1864年に枢密院令にて、レッド・エンサインは商船に、ブルー・エンサインは政府船もしくは海軍予備役船に、ホワイト・エンサインが海軍に割り当てられた。
そのため1864年以降は、民間船でも下記の条件を満たすものだけが、レッド・エンサインではなく、無地のブルー・エンサインを使用することができる。一つ目は海軍軍人（予備役・退役を問わない）が船長及び一定人数の船員に含まれている商船。二つ目は、長い歴史を持つイギリスのヨットクラブに所属するヨット。後者に関しては、第一次世界大戦と第二次世界大戦の最中はそれぞれ許可が中断された。

## 紋章付きのブルー・エンサイン

イギリス海軍補助艦隊

1864年以降、ブルー・エンサインは下記の用途に紋章付きで使用されている。
- イギリス海軍補助艦隊
- イギリス政府の省庁や公共機関（ロンドン港湾局、アバディーン港湾委員会、海軍士官候補生隊、学生軍事教練隊など）
- イギリスの名門ヨットクラブに属する船（ロイヤル・ハリッジ・ヨットクラブなど）
- イギリスの海外領土の政府船。これは1867年〜1869年の評議会指令に基づくもので、当時の英領植民地でのすべての船はそれぞれの植民地の紋章のついたブルー・エンサイン旗を使用することとなっていた。これによって、現在でもオーストラリアやニュージーランドなどの国々でブルー・エンサイン旗が使用されることとなっている。

かつては、下記の用途でも使用されていた（現在では使用されていない）。

1957年-1965年にカナダ海軍が国籍旗として使用していたブルー・エンサイン

1921年-1957年にカナダ海軍が国籍旗として使用していたブルー・エンサイン

- 1965年にメイプルリーフ旗が導入されるまで、カナダ海軍の国籍旗（艦首旗）として、1868年にカナダ政府の所有船はすべて使用してよいとイギリス海軍本部に認められて以来使用されていた。

また、それ以外にも独立前にこの商船用旗（ブルー・エンサイン）を使用した国・地域が非常に多い。

### イギリス海外領土
- アンギラ
- バミューダ諸島（ただし通常、船用以外ではレッドエンサインが使用されている）
- イギリス領ヴァージン諸島
- ケイマン諸島
- フォークランド諸島
- ジブラルタル（ただし通常、船用以外では違ったデザインの旗が使用されている）
- モントセラト
- ピトケアン諸島
- セントヘレナ
- タークス・カイコス諸島
- サウスジョージア・サウスサンドウィッチ諸島

### 国旗・州旗など
- オーストラリアの国旗
  -  ニューサウスウェールズ州の州旗
  -  クイーンズランド州の州旗
  -  南オーストラリア州の州旗
  -  タスマニア州の州旗
  -  ビクトリア州の州旗
  -  西オーストラリア州の州旗
- フィジーの国旗（水色）
- ニュージーランドの国旗
  -  クック諸島の旗
  -  ニウエの旗（黄色）
- ツバルの国旗（水色）
- アメリカ合衆国ハワイ州の旗（白・赤・青の横縞模様）

## ブルー・エンサインをかつて国旗または商船旗として使用していた国・地域
ここでは非独立地域を中心に列記することとする。
非独立地域の事例
- 英領香港の旗
- 英領威海衛（ウェイハイウェイ）直轄地（現・威海市中心部）

元宗主国の領土（※自治領含む）・保護国（※保護領含む）時代での事例
- 英領ギルバート・エリス諸島→英領ギルバート諸島の旗
- 英領エリス諸島の旗
- 英領パプア植民地の旗
- ローデシア・ニアサランド連邦
  -  英領北ローデシア自治領
  -  英領南ローデシア
  -  英領ニアサランド
- 英領ビルマの旗

ビルマ国時代に黄・黄緑・赤の横三色旗にクジャクの紋章部分を中央に大きく入れている。2010年10月中旬頃に新制定された国旗にはこの紋章部分が白抜きの星にとって変えられている。
- 英領インド帝国（商船旗）
- 英領カナダ（商船旗）

他多数